# 清水慎次郎
清水 慎次郎（しみず しんじろう、1937年11月24日 - 2013年5月30日）は、日本の実業家。第9代目三井物産社長。台湾新幹線の受注を実現させたほか、IT（情報技術）、物流、金融など新事業に本格参入するなど商社のビジネス範囲を広げた。2002年、国後島のディーゼル発電施設の不正入札事件などの責任を取り、社長辞任。

## 経歴
- 1961年 東京外国語大学ポルトガル語学科卒業
- 1961年 三井物産入社
- 1993年 同取締役
- 1995年 同常務取締役（米州監督兼米国三井物産社長）
- 1999年 同専務取締役（米州監督兼米国三井物産社長）
- 2000年 同代表取締役社長[2]
- 2002年 同顧問
- 2005年 退任[3]、日本ブラジル中央協会会長[4]
- 2013年　死去、75歳没